# منكسفة مسوقة
منكسفة مسوقة (الاسم العلمي:Eclipta peduncularis) هي نوع غير مؤكد من النباتات تتبع جنس المنكسفة من الفصيلة النجمية.